# Dhimitër Zografi
Dhimitër Zografi (ur. 1878 w Korczy, zm. 1945 w Bukareszcie) – albański polityk, jeden z sygnatariuszy Albańskiej Deklaracji Niepodległości.

## Życiorys
Ukończył szkołę średnią w Atenach, następnie studiował tam prawo. Pod koniec XIX wieku wraz z braćmi wyemigrował do Bukaresztu, gdzie w grudniu 1906 roku wziął udział w założeniu albańskiego patriotycznego stowarzyszenia Bashkimi. W tym miesiącu również spotkał się w Egipcie z działaczami albańskich środowisk patriotycznych.
Dnia 28 listopada 1912 roku podpisał we Wlorze Albańską Deklarację Niepodległości, gdzie reprezentował albańską kolonię w Bukareszcie.  Od grudnia 1912 do 1917 roku mieszkał ponownie w Korczy; krytykował politykę Esada Toptaniego oraz w tym czasie prowadził korespondencje z przebywającym wówczas w Paryżu Ismailem Qemalim.
Wrócił do Bukaresztu, gdzie pracował jako prawnik.

## Odznaczenia
Dnia 26 czerwca 2012 roku Dhimitër Zografi został pośmiertnie odznaczony orderem Nderi i Kombit przez prezydenta Albanii Bamira Topiego.